# Дубайський трамвай
Дубайський трамвай (араб. ترام دبي) — трамвайна лінія в Аль-Суфух, Дубай, Об'єднані Арабські Емірати. 
Завдовжки 14,5 км, прокладена уздовж дороги Аль-Суфух від Дубай-Марини до Пальма-Джумейра та Аль-Суфу. Трамвай має пересадки на станціях DMCC і Собха-Реалті Червоної лінії Дубайського метро, і заплановано, що в майбутньому матиме ще дві станції пересадки. 
Дубайський трамвай також має пересадку на станції Пальма-Джумейра на монорейку біля входу на Пальму з дороги Суфух. 

Перша черга має завдовжки 10,6 км та обслуговує 11 станцій, була урочисто відкрита 11 листопада 2014 року шейхом Мохаммедом бін Рашидом Аль Мактумомом, та розпочала повноцінну роботу 6:30 ранку (UTC 04:30) 12 листопада 2014 р. 

Дубайський трамвай є четвертим трамвайним проектом у світі після трамваю Бордо у 2003 році та трамваїв у Реймсі і Анже у 2011 році, який працює від наземної системи електропостачання Alstom APS. 

## Будівництво
Плануванням і будівництвом Дубайського трамваю займався консорціум Alstom, Besix і Parsons Corporation. 

Будівництво було поділено на дві черги: І черга мала бути відкрита у квітні 2011 р., однак її було відкладено до листопада 2014 р. 
Після завершення першої черги маршрут завдовжки 10,6 км забезпечив роботою 11 трамваїв та обслуговують 11 станцій. 
Кошторисна вартість першої черги — 3,18 мільярда дирхамів ОАЕ. 

Друга черга завдовжки 4 км додасть роботу ще 14 трамваям.

## Маршрут
| №  | Назва станції                       | Назва станції        | Примітки                                                           |
| №  | Українська                          | Арабська             | Примітки                                                           |
| -- | ----------------------------------- | -------------------- | ------------------------------------------------------------------ |
|    |                                     |                      |                                                                    |
| 1  | Житловий комплекс «Пляж Джумейра 1» | أبراج شاطئ الجميرا 1 |                                                                    |
| 2  | Житловий комплекс «Пляж Джумейра 2» | أبراج شاطئ الجميرا 2 |                                                                    |
| 3  | Вежі озер Джумейри                  | أبراج بحيرات الجميرا | пересадка на станцію DMCC Червоної лінії Дубайського метро         |
| 4  | Дубай-Марина-Молл                   | دبي مارينا مول       |                                                                    |
| 5  | Дубай-Марина                        | دبي مارينا           | пересадка на станцію Собха-Реалті Червоної лінії Дубайського метро |
| 6  | Вежі Марини                         | أبراج المارينا       |                                                                    |
| 7  | Міна-Сеяхі                          | الميناء السياحي      |                                                                    |
| 8  | Медія-Сіті                          | مدينة دبي للإعلام    |                                                                    |
| 9  | Пальма-Джумейра                     | نخلة جميرا           | пересадка на станцію Пальмовий шлюз Дубайської монорейки           |
| 10 | Містечко знань                      | قرية المعرفة         |                                                                    |
| 11 | Аль-Суфух                           | الصفوح               |                                                                    |

## Операції

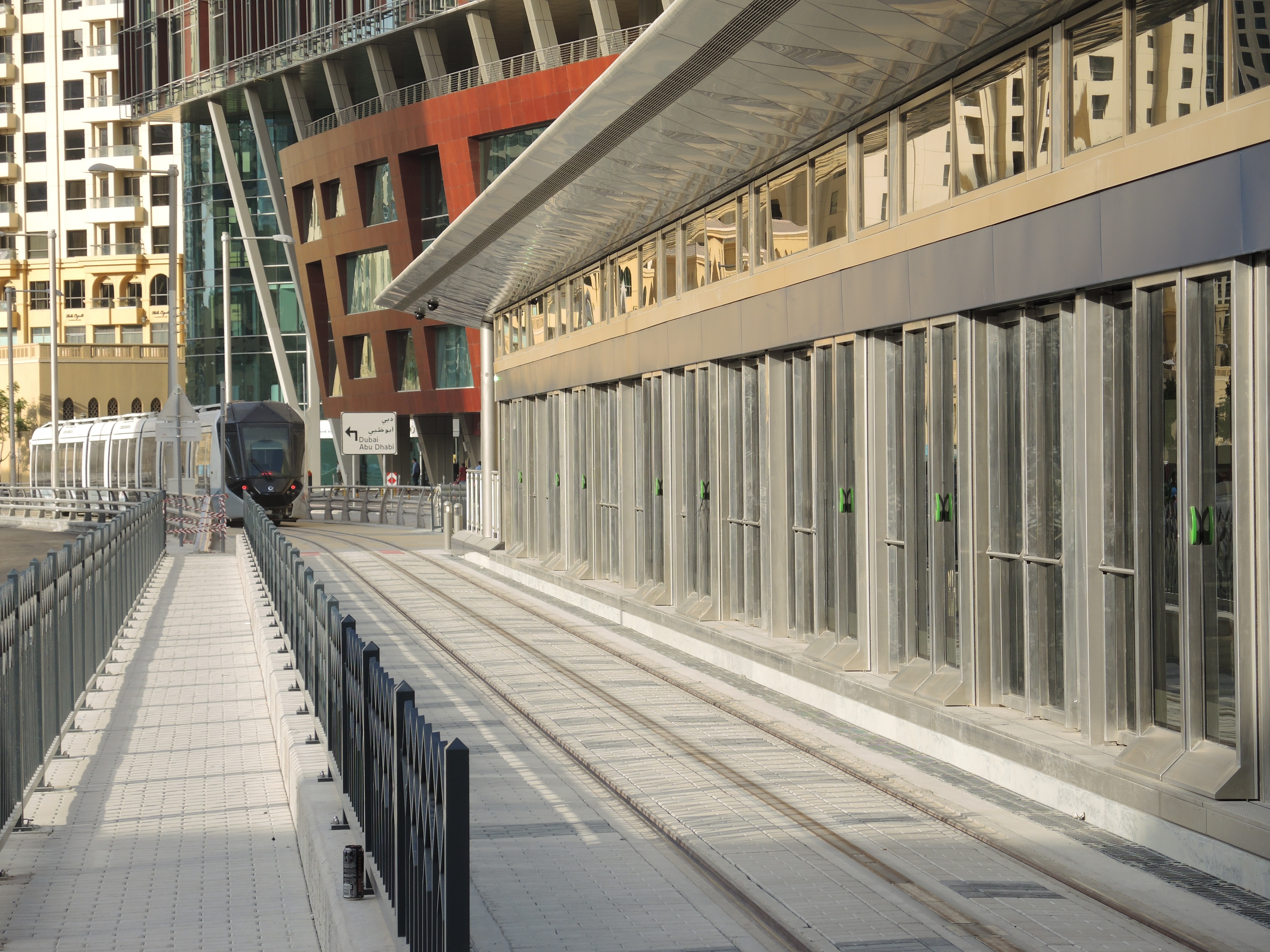
Типова трамвайна зупинка з кондиціонером і захисними сітчастими дверима

Дубайським трамваєм керує Keolis.MHI за контрактом з Управлінням доріг і транспорту Дубая. 

### Трафік
Дубайський трамвай працює з 06:30 до 01:00, крім п'ятниці, коли він працює з 09:00 до 01:00. 

### Тарифи
Трамвай має фіксовану вартість проїзду в розмірі 3 дирхамів ОАЕ за поїздку незалежно від пройденої відстані, що робить його одним із найдешевших тарифів на трамваї порівняно з іншими містами. 
Вартість проїзду для пасажирів, які користуються Red Nol Ticket, становитиме 4 дирхами ОАЕ (1,09 доларів США) за одну поїздку. 

### Рухомий склад
Дубайський трамвай використовує 11 трамваїв Alstom Citadis 402. 

Трамваї мають довжину 44 м і місткість 408 пасажирів. 

Максимальна швидкість становить 50 км/год, що дає середню робочу швидкість 20 км/год.
Трамваї використовують наземне джерело живлення Alstom APS, 

Трамваї мають золотий (перший) і срібний класи, а також простір, призначений для жінок і дітей. 